# Agradable (1814)
La Corbeta Agradable (Agreeable, Agreable), fue un buque de la Armada Argentina partícipe de la Guerra del Independencia. Integró la segunda escuadra de las Provincias Unidas del Río de la Plata, la cual en la Campaña Naval de 1814 al mando del comandante Guillermo Brown derrotó a las fuerzas navales realista de Montevideo y posibilitó la captura de la plaza.

## Historia
El Agreeable se trataba de un mercante inglés, pesado para maniobrar y de andar lento. 
En el Registro de Lloyd's de 1810 consta una nave de ese nombre con aparejo de fragata, 223 toneladas y un calado de 13 pies, construida en Bermudas en el año 1786, no siendo seguro que se trate de la misma nave.

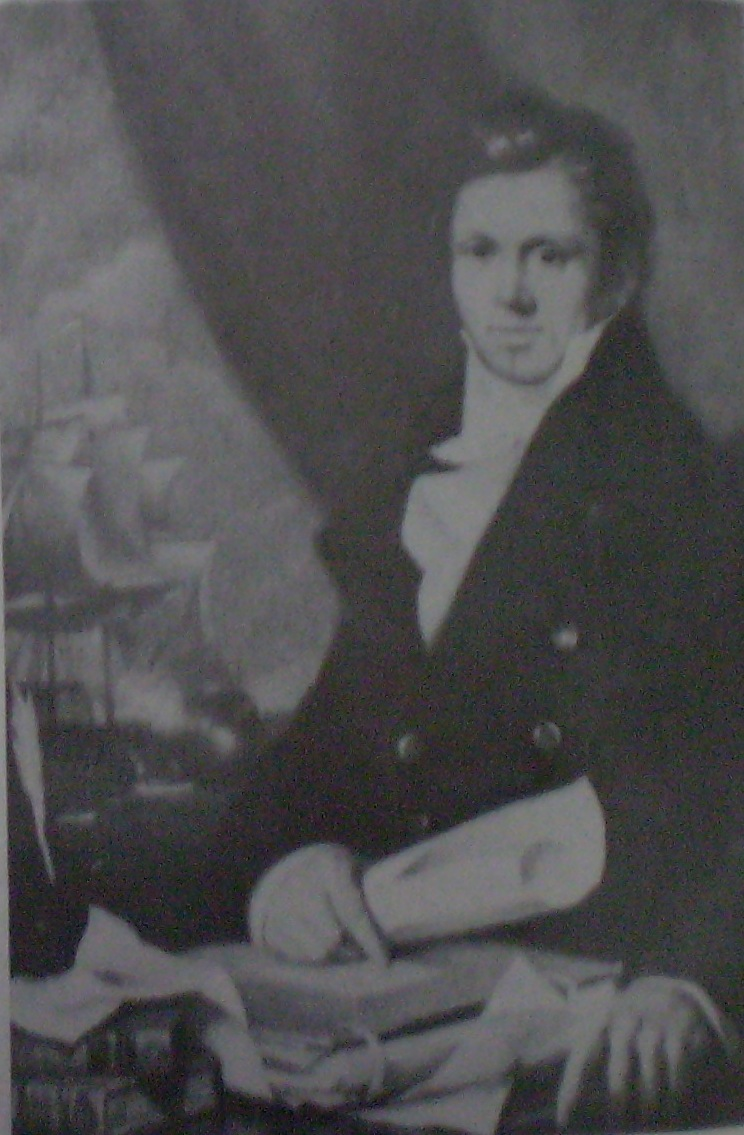
William Porter White.

Arribó a Buenos Aires el 23 de diciembre de 1813 procedente de Liverpool al mando del capitán Jacobo Mac Gooch, consignada a Oliverio Jump. Fue comprado en el puerto de Buenos Aires en la suma de 24000 pesos por Juan Larrea en representación del gobierno y el comerciante William Porter White, financista y responsable del armado de la nueva escuadra revolucionaria. Se incorporó a la escuadra al mando de Guillermo Brown el 15 de marzo de ese año. 
Su primer comandante fue el sargento mayor Antonio Lamarca, pero al poco tiempo (1 de abril) fue reemplazado por sargento mayor Jorge Arnold y bajo su mando se sumó al bloqueo de Montevideo.
El 16 de mayo participó del Combate naval del Buceo, sin destacar con motivo de sus pobres cualidades marineras.
Tras la rendición de la plaza realista el 23 de junio de 1814 e iniciado en agosto el desguace de la escuadra, la Agradable pasó a desarme en Barracas para su posterior remate, con una base de 10000 pesos, de acuerdo a lo dispuesto el 11 de septiembre por el coronel Viana. La orden de remate alcanzaba también a las corbetas Belfast (12000 pesos) y Neptuno (10000). El 19 de septiembre salieron a remate pero el 25 de ese mes este se suspendió y los tres buques fueron vendidos directamente por 30000 pesos a Manuel Lourenço, testaferro de William Porter White.

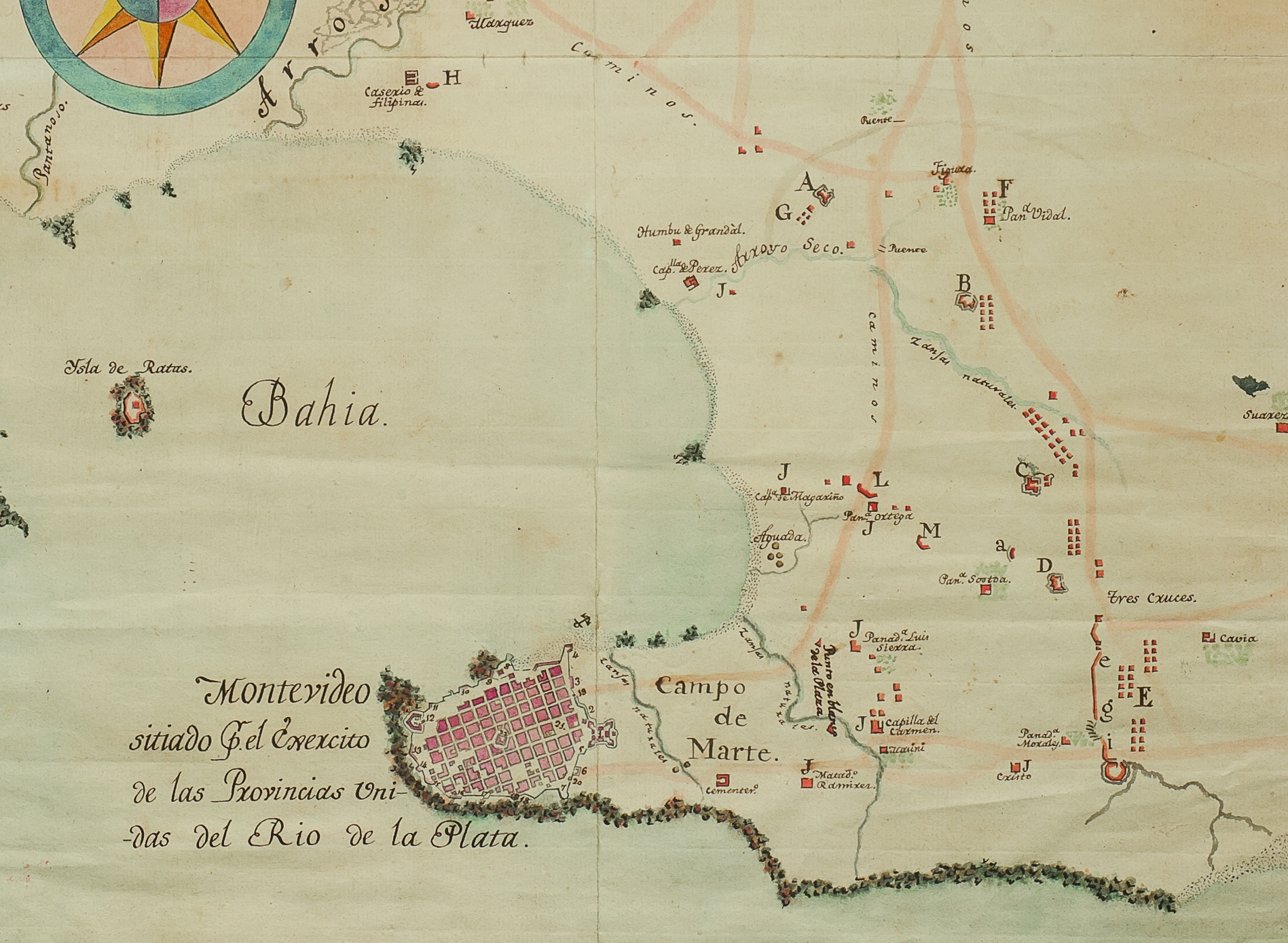
Montevideo.

Ante los reclamos se anuló la operación y la causa se agregó al sumario iniciado contra Larrea y White.
En noviembre al ser trasladada a Ensenada la reducida tripulación se amotinó y la Agradable varó en el banco de la Ciudad. En una nueva subasta fue vendida a su antiguo consignatario, Oliverio Jump. El 21 de marzo de 1815 zarpó hacia Inglaterra al mando del capitán John Brown, vecino de la ciudad. Sin embargo, ante un embargo solicitado por Lourenço, su situación legal recién se resolvió el 1 de febrero de 1816 confirmándose la propiedad de Jump y en mayo de ese año el navío se vendió en Londres.